# Colchicum parnassicum
Colchicum parnassicum là một loài thực vật có hoa trong họ Colchicaceae. Loài này được Sart., Orph. & Heldr. miêu tả khoa học đầu tiên năm 1859.